# Kübelé
Kübelé vagy Cybele (Kybele) eredetileg a frígek egyetlen ismert istennője, és valószínűleg nemzeti istenség, az összes istenségek anyja (Magna Mater), akit Kis-Ázsia számos helyén tiszteltek. A kis-ázsiai görög gyarmatosítók átvették a fríg kultuszát, és a Kr. e. 6.–5. század körül elterjesztették Görögország szárazföldjén és a távolabbi nyugati görög gyarmatokon. Rómában és más területeken is Magna Mater ("Nagy Anya") néven vált ismertté. A kultusza Görögországban soha nem ért el nagy népszerűséget, míg Rómát a Kr. e 3. század vége körül érte el. A görögök Rhea titánnal vagy istennővel (az olimpikonok anyja) és Démétérrel (a termékenység istennője) azonosították.
Kultuszának főfészke Galatiában volt, annak is Pesszinusz nevű városában, ahol egy ősrégi szentélyben az istenasszony ama képét őrizték, mely állítólag az égből esett le. Galatiai kultuszában tapad alakjához az Agdisztisz  név is, ellenében pedig Agdisztesz nevű felemás lényt szerepeltet a hitrege, mely elpusztítja az istenasszony kedvencét Attiszt (Attent v. Attest). A papokat, akik az istennő tiszteletére ki is herélték magukat, gallus-oknak nevezték.
Frígiában a papok neve koribantok volt, maga Kübelé külön melléknevet is viselt, mely az egész országról volt véve (Phrygia mater); az ünneplő sereg dobokkal, kürtökkel és sípokkal tombolva járt be hegyet-völgyet.
Troaszban  Kübelét az Ida hegyéről szólították (alma parens Idaea deum), ahol tiszteletére szintén gyulladtak ki oltárok.
Kappadókiában Enyo néven áldoztak neki.
Így terjedt tisztelete Kis-Ázsiából a szigeteken, különösen Krétán keresztül görög földre. A görögöknél, noha Rhea néven az összes istenek anyjának tisztelték, mégis a keleti kultuszok behatolása előtt másodrendű szerepet játszott. Gyermekeivel együtt tisztelték és mindössze Kréta szigetén jutott nagyobb jelentőségre, ahol kíséretében a kurétek voltak, zajos táncokat és körmeneteket rendező szolgaszellemek és ennek emlékére ugyanolyan szerepű papok.
A keleti Kübelének a görög Rheával történt egyesüléséből egy új istenalak Rhea-Kübelé keletkezett, misztikus, mindent létesítő görög istenség, maga a termékeny, mindent világra hozó természet. Ezentúl aztán az elsőrendű istenségek egyike. Nemcsak Athénben volt egy előkelő temploma (a Metroon), de Beociában és az egész Peloponnezusban el volt terjedve tisztelete. Athéni szobrát Phidias vagy annak kedvenc tanítványa, Agorakritosz készítette.
Rómában (talán csak puszta népetimológia útján) egyrészt Rhea Silvia lett belőle (Romulus és Remus anyja), de másrészt ünnepeinek régi, keleti zajos természetét is megtartotta, ünnepe a (a Megalesiák) néhány nappal a Cereáliák előtt folyt le és pedig lényegében amazokhoz hasonló módon, csakhogy a Megalesiákat a patricius-asszonyok ünnepelték, mig a Cerealiákat a plebejus-nők ülték meg. De papokul megtartották a frigiai gallusokat, akik lármás zenével járták be az utcákat és istennőjük számára könyöradományokat gyűjtöttek. Későbbi időből (az Antoninok korából) való K. egy másik római ünnepe, a bikaáldozat (Taurobolia). Ennél az áldozó pap ruháját a leölt bikának vérével hintette meg, ami a keresztelés és újjászületés eszméjének pogány jelképezése, ősképe akart lenni.

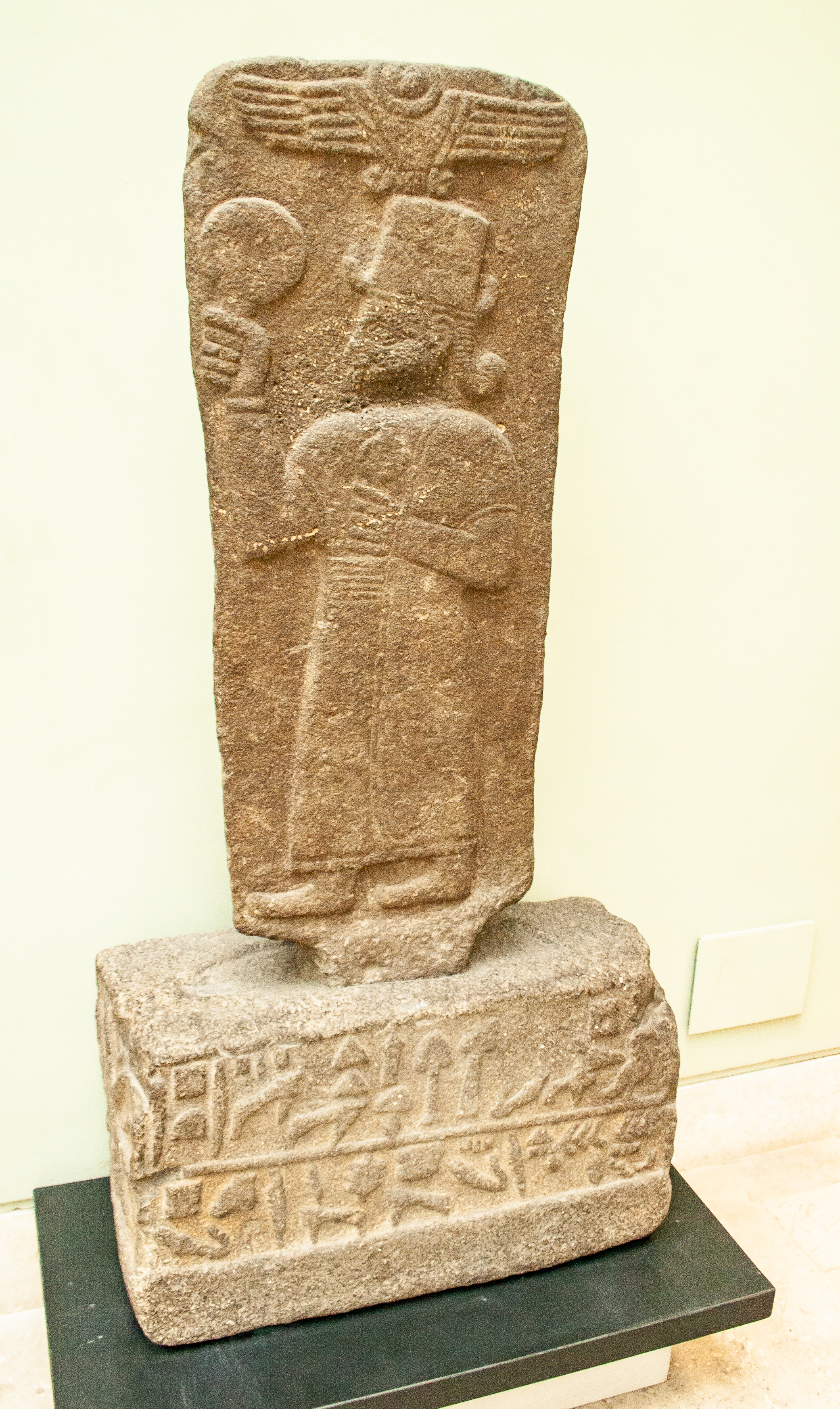
Kubaba istennő bazalt szobra a British Museumban az i. e. 9. századból. A talpazaton luvi nyelvű felirat

## Ábrázolása
Kübelének képzőművészeti ábrázolásában két fokozatot kell megkülönböztetnünk:
- egy régebbit, mely kétségkívül Phidias elveszett képének nyomán haladt,
- egy újabbat, mely már keleti, orgiasztikus jellegű.[2]

A régebbi felfogás hosszú chitonban mutatta be Kübelét, egyik kezében timpanonnal, a másikban az áldozati csészével. Később trónon ül oroszlánoktól körülvéve; kocsin, amit oroszlánok húznak; néha oroszlánokon nyargal, fején csaknem mindig falkorona van (azért a római költőknél «turrigera», «torrita»).